# Fort Knokke
Fort Knokke (Frans: Fort de Knocke - 17de eeuw : Fort de la Knocque) was een fort in de Belgische provincie West-Vlaanderen. Het lag aan de monding van de Ieperlee in de IJzer, in het noorden van Reninge en Merkem, tegen de grens met Nieuwkapelle.

## Geschiedenis
Toen op het eind van de 16de eeuw de Vlaamse steden Veurne en Ieper na de verovering door Alexander Farnese in Spaanse handen kwamen, werden langs de IJzer en de Ieperlee een aantal forten aangelegd als verdediging tegen plunderingen van hervormingsgezinden uit de stad Oostende. Ten noorden van de samenvloeiing van de Ieperlee en de IJzer werd een klein sperfort opgetrokken. Toen Oostende in 1604 toch werd veroverd, verloren deze forten hun functie. Halverwege de 17de eeuw werd bij de Spaans-Franse oorlogen in het zuiden van de samenvloeiing een nieuw fort opgetrokken door de Spanjaarden.
Door de Vrede van Aken kwam de kasselrij Veurne-Ambacht in 1668 in Franse handen. Het fort lag nu aan de noordgrens van het Franse rijk en Lodewijk XIV liet deze grens door Vauban versterken. Het fort werd in 1678 verder uitgebouwd op een driehoekig eiland tussen beide waterlopen, ten zuiden van de samenvloeiing. Begin jaren 1690 werd het verder uitgebreid met extra bastions, ravelijnen en lunettes. De volgende decennia werd ten oosten en ten westen een brede gracht gegraven.
Bij de Vrede van Utrecht in 1713 ging Veurne-Ambacht naar de Oostenrijkse Nederlanden. Het fort was nu een versterking tegen het Franse rijk, maar verloor later die eeuw zijn functie. Op de Cassinikaart uit de 18de eeuw staat het fort nog aangeduid als "Fort de la Kenoque", op de Ferrariskaart uit de jaren 1770 staat het in detail getekend als "Het Fort de Cnocke". Onder keizer Jozef II werd vanaf 1781 het fort gesloopt. De meeste vestingwerken werden afgebroken en de grachten gedempt.
Op de Atlas der Buurtwegen uit de helft van de 19de eeuw is het fort al verdwenen. Deze kaart vermeldt nog "ancien fort de knocke" en toont een gehucht "De Knock", enkele resterende grachten en de perceelsgrenzen tonen nog de oude bastions.
De hele site met landschappelijke restanten is in 1995 als monument en in 2009 als bouwkundig erfgoed beschermd.

## Restanten
Ten oosten van de samenvloeiing van de Ieperlee en IJzer kan men in het patroon van de grachten de resten zien van een lunet en een bastion. Ook in het landschap aan de andere kanten kan in de lichte terreingolvingen, perceelindelingen en grondgebruik (hooiland-weiland) de contouren van het fort gereconstrueerd worden. 
Over de IJzer ligt de Knokkebrug, waarvan de naam verwijst naar het voormalig fort.